# فمسا
فومينتو إيكونوميكو ميكسيكانو، ساب دي سي في ، تعمل تحت اسم فمسا ، هي شركة مشروبات وتجزئة مكسيكية متعددة الجنسيات مقرها في مونتيري ، المكسيك . وهو يعمل أكبر مجموعة تعبئة كوكا كولا مستقلة في العالم، وأكبر متجر سلسلة في المكسيك. وهي أيضًا ثاني أكبر مساهم في هاينكن الدولية .
أعلنت فمسا عن إيرادات بلغت 26.9 مليار دولار أمريكي لعام 2019 ، مما يجعلها خامس أكبر شركة في المكسيك.  لديها عمليات في أمريكا اللاتينية بشكل رئيسي من خلال مصانع التعبئة والمتاجر والصيدليات ومحطات الوقود والخدمات اللوجستية لأطراف ثالثة، وفي الولايات المتحدة ، حيث تشارك في صناعة توزيع جان سان. تشتهر في المكسيك بسلسلة متاجرها الصغيرة أوكسو، وهي مملوكة سابقًا لشركة مصنع كواوتيموك موكتيزوما للجعة (تم استبدالها في عام 2010 بحصة 20 ٪ في هاينكن الدولية ) ، ولأنها مالك نادي مونتيري ، فريق كرة قدم مكسيكي من الدرجة الأولى .
تم إدراج فمسا في البورصة المكسيكية منذ عام 1978 وفي بورصة نيويورك من خلال إيصالات الإيداع الأمريكي منذ عام 1998. وهي المكونة لل مؤشر الأسعار وعروض الأسعار، ومؤشر الرئيسي للبورصة المكسيكية ، ومن أس & بي أمريكا اللاتينية 40 ، والذي يتضمن الرائدة، الشركات القيادية من أمريكا اللاتينية .